# General Electric F118
General Electric F118 je americký vojenský turbodmychadlový letecký motor bez přídavného spalování vyráběný společností GE Aviation. Jde o variantu jejího typu F110.

## Vznik a vývoj
General Electric F118 byl vyvinut z motoru F110 speciálně pro radarově obtížně detekovatelný strategický bombardér B-2 Spirit. Hlavní odlišností proti F110 je absence přídavného spalování. Jednostupňová vysokotlaká turbína pohání devítistupňový vysokotlaký kompresor, zatímco dvoustupňová nízkotlaká turbína pohání třístupňové dmychadlo. Spalovací komora je prstencového typu. 
V roce 1998 byly modifikovanou verzí F118 vybaveny i letouny Lockheed U-2S užívané USAF.

## Varianty
F118-GE-100
Verze pro B-2
F118-GE-101
Verze pro U-2S

## Použití
- Lockheed U-2S
- Northrop Grumman B-2 Spirit

## Specifikace (F118-100)
Údaje podle

### Technické údaje
- Typ: dvouhřídelový dvouproudový motor bez přídavného spalování
- Délka: 255 cm (101 palců)
- Průměr: 118 cm (46,5 palce)
- Suchá hmotnost: 1 452 kg (3 200 lb)

### Součásti
- Kompresor: axiální, jednostupňové dmychadlo, dvoustupňový nízkotlaký kompresor, devítistupňový vysokotlaký
- Spalovací komora: prstencová
- Turbína: jednostupňová vysokotlaká, dvoustupňová nízkotlaká

### Výkony
- Maximální tah: 84,5 kN (19 000 lbf)
- Spotřeba paliva:
- Maximální stupeň stlačení: 35:1
- Poměr tah/hmotnost: 5,9:1